# 平江路 (元朝)
平江路，元朝时设置的一个路。
至元十三年（1276年），升平江府为平江路，治所在吴县、长洲县（今江苏省苏州市），属江浙等处行中书省。下辖二县四州：吴县、长洲县、常熟州、昆山州、嘉定州、吴江州。辖境相当今江苏省苏州市、昆山市、常熟市，和上海市嘉定区等地区。元末，吴王元年（1367年）九月，朱元璋政权改为苏州府。